# Florida (Camagüey)
Florida es un municipio que se encuentra en el centro-oeste de la provincia de Camagüey, Cuba. Tiene una extensión de 1760 km² con una población de 76 854 habitantes, 54 375 en la zona urbana y 22 259 en la rural.

## Límites
Florida limita al norte con el municipio de Céspedes y Esmeralda, al sur con el municipio de Vertientes, al este con Camagüey y al oeste, con el municipio Baraguá de la provincia Ciego de Ávila y el Mar Caribe.

## Características geográficas
Florida se encuentra entre los municipios más grandes de la provincia, es el tercero en extensión superficial después de Vertientes y Guáimaro y el segundo en población después del municipio de Camagüey. Limita al norte con los municipios de Esmeralda y Céspedes, al este con el de Camagüey, al oeste con el Mar Caribe y la provincia de Ciego de Ávila y al sur con Vertientes. Posee una extensión superficial de 1760 kilómetros cuadrados.
El clima del territorio no difiere grandemente del resto de la provincia, en general se manifiesta un período húmedo o lluvioso que corresponde de mayo a octubre y que acumula el 79,95 % de las precipitaciones anuales; otro período de escasas lluvias conocido como período seco o seca simplemente, que se prolonga de noviembre a abril y que arroja un promedio mensual de 39,5 mm de precipitaciones. 
Su relieve es muy llano. La mitad sur está conformado por llanuras muy bajas y cenagosas entre 0 y 9 m sobre el nivel del mar, seguidas hacia el interior (en dirección noreste) por llanuras bajas con altitudes medias entre los 2 y 10 metros. 
Hacia al noreste el territorio está comprendido por las llanuras bajas moderadamente diseccionadas, muy útiles para el cultivo de la caña de azúcar y con alturas medias que oscilan entre 10 y 80 m sobre el nivel medio del mar. Su máxima elevación es la loma de Urabo con 132,5 m de altitud sobre el nivel del mar que se ubica precisamente en esta última llanura; es una elevación solitaria. 
Presenta una buena red hidrográfica. Uno de los ríos principales es el Caonao que cruza por el norte. Sus aguas represadas conforman el embalse del mismo nombre. Río abajo, en los límites de este municipio con Céspedes y Esmeralda se construyó la presa El Porvenir. 
En el cauce del río Muñoz se construyó la presa del mismo nombre, que de hecho constituye nuestra principal cuenca hidrográfica, cuenta también con numerosos embalses y micropresas que se dedican al regadío de las plantaciones cañeras y a la acuicultura. 
Por limitar con el Mar Caribe, existe un puerto pesquero enclavado en el lugar conocido por Playa Florida que aporta divisa al país.

## Historia
La historia del municipio de Florida se remonta al año 1881, cuando el padre Carrión, el alcalde de Barceloneta y otros dignatarios municipales llegaron a un prado de cuatro cuerdas. Allí se decidió que se fundaría un nuevo barrio del pueblo de Barceloneta. Fue en ese momento que don Manuel Cintrón, con la condición de quedarse con un solar, donó los terrenos para fundar el asentamiento que se conoció como "Florida Adentro". 
El 14 de abril de 1949 el representante de la Cámara Francisco Díaz Marchand presentó el primer proyecto oficial para convertir a Florida en un municipio independiente a cuyo efecto proponía la creación de una comisión legislativa autorizada para realizar un estudio de las condiciones económicas y sociales del barrio de Florida, con el fin de determinar la viabilidad de separarlo de Barceloneta.
El proyecto no prosperó, pero en 1960 Manuel Frías Morales redactó la Ley #50 de 1960 que permitió que la Junta de Planificación contratara los servicios de la agencia Collet & Clap para realizar los estudios de viabilidad para la fundación del municipio, pero el dictamen fue adverso.
Más tarde, el 14 de junio de 1971, la Ley #30 del 14 de junio de 1971 creó el municipio de Florida, que es el municipio más joven de Cuba, pero no el más pequeño.

## Economía
La base económica fundamental es la industria azucarera, aunque se destacan también otras actividades como: la deportiva, la pesquera, la alimentaria, pecuaria; las cuales permiten realizar valiosos aportes a la economía nacional y local. Existen además fábricas de tabacos, fideos, galleticas, refrescos, sorbitol, camisas, pan y dulces. 

## Cultura
Tomado del Sitio FloridArte Sitio de la Cultura en Florida, Camagüey. Cuba
El municipio de Florida cuenta con:
- 1 Galería de Arte
- 1 Librería Municipal
- 1 Museo General
- 1 Casa de Cultura
- 1 Biblioteca municipal
- 1 Banda municipal de concierto
- 1 Cine "Aurora"
- 1 Centro Literario
- 1 Archivo Histórico
- 1 Casa de la Trova

Entre los temas que se imparten en estos talleres existen:
TEATRO:
• Esbozo histórico del teatro cubano universal.
• Dirección teatral (¿Qué es dirigir?).
• Stanislasky (Métodos de las acciones físicas).
• Dramaturgia cubana actual.
• El teatro de muñecos.
• El atrezo y sus formas.
• La escenografía.
• El vestuario.
• El maquillaje. 
• Origen del teatro. 
• Teatro Isabelino.
• La música dentro del teatro.
• Maquillaje.
DANZA:
• El arte de componer una danza.
• Contradanza.
• Elementos básicos de una coreografía.
• El complejo de la rumba.
• Isadora Duncan (Danza contemporánea, principales elementos).
• Bailes populares (Cha-Cha-Cha, Mambo, Pilón, Mozambique).
• Bailes yorubas.
• El danzón, evolución y vigencia.
• Composición y montaje.
• El ballet y su surgimiento.
• Los movimientos de locomoción.
• Espacio total y parcial.
• Gestos emocionales y sociales.
• Simetría y asimetría.
• Estilos de la danza.
• La música y el espacio.
• Bailes campesinos, origen y características.
• Acciones básicas.
• Bailes españoles y flamenco.
MÚSICA:
• La música en la vida del hombre. Sus orígenes.
• Elementos integrados de la música. El sonido, elementos del lenguaje musical. características.
• Fuentes sonoras. Instrumentos.
• La voz. Clasificación. Resonadores. Coros y formato.
• Los trovadores. La trova cubana.
• Géneros musicales.
• Historia del canto.
• Técnica vocal.
• Emisión de la voz.
• Coros y formatos.
• Pulso y acento.
• Ritmo y melodía.
ARTES PLÁSTICAS:
• Surgimiento de las artes plásticas. Primeros pasos.
• El dibujo como forma.
• El grabado. Su surgimiento y utilidad.
• La pintura y el dibujo en Italia (Renacimiento)
• El color y la pintura.
• El cine y la plástica.
• Pintores de vanguardia.
• La línea como aspecto fundamental en el dibujo y la pintura.
• La pintura y la sociedad.
• Pintores contemporáneos.
• El dibujo como ilustración.
• La naturaleza en el arte como modelo.
• La paleta y sus gamas.
• El surrealismo y sus maestros.
• Cerámica.
• Monotipia.
• Técnica mixta.
• Impresión con frutas.
• Bordado y artesanía.

## Tradiciones
Fiestas campesinas:
Se desarrollaban por lo general los días festivos, especialmente el 17 de mayo (día del campesino). Las actividades comenzaban con las Corridas de Cintas o Torneos. Se organizan dos bandos, el Rojo y el Azul; cada uno tiene una reina vestida con el color representativo de ambos, o un distintivo que las identificaba. La competencia consiste en venir corriendo a caballo y ensartar una argolla con una cinta atada a una púa de aproximadamente 15 cm de diámetro. El bando que mayor número de veces logre el objetivo es el ganador. También se desarrollan durante el día rodeos y carreras a caballo.
Fiesta de la Espiga y los Granitos:
Se realizan en comunidades rurales al terminar la cosecha arrocera en el mes de noviembre o diciembre. Las actividades comienzan con el recorrido de una carroza alrededor del núcleo urbano fundamental de la comunidad, con un grupo de jóvenes escogidas entre las más agraciadas. Una de ellas simboliza la espiga del arroz y las restantes sus granitos. Durante el día también se organizan torneos, carreras a caballo y rodeos. Estas festividades culminan con una actividad cultural y recreativa, acompañada de bebidas, comidas criollas y un bailable. En la actualidad solo se organizan en muy raras ocasiones (prácticamente nulas) los rodeos, las carreras a caballo y las corridas de cintas.
Los Planes de la Calle:
Se desarrollan por lo general el 4 de abril, aniversario de la constitución de la Organización de Pioneros José Martí, el 1 de junio "Día Internacional de la Infancia", en los meses de julio y agosto, y el 28 de septiembre, aniversario de la constitución de los Comité de Defensa de la Revolución. En esas fechas los CDR y la FMC en coordinación con la escuela organizan diversas actividades para los niños, donde se incluían carreras en sacos, saltos, carreras de velocidades y diferentes juegos recreativos. A los menores también se les obsequia con caramelos, dulces, refrescos y regalos. Esto se hace a través de las asignaciones de recursos disponibles o por medios propios. Dicha actividad se mantiene aún pero no con la misma sistematicidad y energías de otros años.
Carnaval Floridano:
Se realiza cada año en el mes de  mayo, en esta gran fiesta destinada a todo el pueblo se incluyen paseos de comparsas, carrozas, congas y muñecones a partir de las 8:00 p. m. y el domingo a las 9:00 a. m. el Carnaval Infantil. Existe un jurado que decide la reina del carnaval, la unidad artística mejor creatividad, diseño coreográfico, estética, adecuada proyección musical y proyección artística. Se destinan varias áreas bailables con grupos musicales de la localidad, de la provincia y nacional a partir de las 9:00 p. m. hasta la madrugada, con dos agrupaciones en cada área bailable. 
Semana de la Cultura Floridana:
Este evento cultural es el de mayor relevancia del territorio. Su organización y ejecución responde a las normas y lineamientos emanados en la Resolución del 12/81 del Ministerio de Cultura. Se celebra en el mes de diciembre.

## Educación
Existen 64 centros educacionales y un total de 15 013 estudiantes en las enseñanzas primarias, media y media superior. Teniendo especial prioridad el sector estudiantil por la importancia que tiene la formación integral de las nuevas generaciones. Florida cuenta además con Universidades de Noche, las cuales brindan una serie de carreras educativas y de enseñanza para todos aquellos(as) que no pueden estudiar durante las horas diurnas.

## Salud
El municipio cuenta con: 283 médicos, de ellos 187 son médicos de familia, los cuales juegan su papel en la prevención social de niños, jóvenes y adultos con problemas de salud y de conductas sociales reprochables le sociedad cubana y que influyen en la formación y desarrollo de un hombre nuevo. Se han logrado establecer 125 centros de salud, incluyendo hospitales, consultorios, policlínicos, farmacias, laboratorios, talleres y clínicas.